# Friedrich Wilhelm Regel
Friedrich Wilhelm Regel (* 11. Februar 1811 in Gotha; † 7. September 1877 ebenda) war ein deutscher Jurist und Politiker.

## Leben
Als Sohn von Friedrich Ludwig Andreas Regel und Bruder von Eduard August von Regel geboren, besuchte Friedrich Wilhelm Regel des Gymnasiums Illustre in Gotha. Er ging 1830 nach Göttingen zum Studium der Rechtswissenschaften, wo er vermutlich der Göttinger Burschenschaft angehörte. 1831 wechselte er zum Studium nach Jena, wo er im selben Jahr Mitglied der Jenaischen Burschenschaft wurde. Wegen seines Studiums wurde er vom Militärdienst befreit.
Nach seinem Studium war er als Kammerkanzlei-Anwärter tätig und wurde 1833 zum Registratur-Assistenten bei der Ministerialkanzlei mit dem Prädikat Registrator befördert. In Coburg war er 1836 als Geheimer Registrator tätig. 1839 wurde er Amtskommissar des Justizamts Georgenthal und 1847 Amtsadjunkt des Justizamts Zella. 1848 ging er als Oberbeamter der I. Abteilung des Justizamts Tenneberg nach Waltershausen. Schließlich wurde er Landrat in Gotha.
Von 1850 bis 1852 war er Abgeordneter des Gothaer Parlaments, in dem er als Stellvertretender Präsident wirkte.
Sein Sohn war Fritz Regel.